# 홍경수
홍경수(음력 1974년 4월 24일 ~ )는 대한민국의 뮤지컬 배우다.

## 방송
- 헬로트로트 (2021) - Top77(72위)